# Grupa Oslo
Grupa Oslo (Grupa państw Oslo) – powstałe na jesieni 1930 porozumienie regionalne dotyczące stabilizacji ceł. Jego pierwotnymi uczestnikami była Szwecja, Dania i Norwegia, w późniejszym okresie dołączyła także Finlandia, Holandia, Belgia i Luksemburg. Głównym celem było przyjęcie wspólnych rozwiązań na rzecz przezwyciężenia kryzysu gospodarczego, jednak z czasem rozpoczęto współpracę w zakresie polityki zagranicznej. Od 1932 organizowano regularne spotkania ministrów spraw zagranicznych celem konsultacji problemów regionu oraz konfliktów omawianych na forum Ligi Narodów.